# Dziembówko
Dziembówko (niem. Gertraudenhütte) – wieś w Polsce położona w województwie wielkopolskim, w powiecie pilskim, w gminie Kaczory. Znajduje się tam stacja kolejowa Dziembówko.
W latach 1975–1998 miejscowość administracyjnie należała do województwa pilskiego.
Zobacz też: Dziembowo

## Urodzeni w Dziembówku
- Konrad Pałubicki – polski kompozytor, muzykolog, pedagog, twórca hejnału bydgoskiego, prof. zw. Akademii Muzycznej w Gdańsku i Instytutu Wychowania Muzycznego Wyższej Szkoły Pedagogicznej w Bydgoszczy, działacz i animator życia muzycznego na Wybrzeżu i w Bydgoszczy[5].